# 카를로스 아카포
카를로스 아카포 마르티네스(스페인어: Carlos Akapo Martínez, 1993년 3월 12일 ~ )는 적도 기니의 축구 선수로, 현재 산호세 어스퀘이크스와 적도 기니 축구 국가대표팀에서 수비수로 활약하고 있다.

## 구단 경력
아카포는 알리칸테도 엘체에서 적도 기니인 아버지와 스페인인 어머니 사이에서 태어났다. 그는 에르쿨레스 CF와 엘체 CF를 포함한 4개의 클럽에서 유소년 축구를 하였고, 우라칸 발렌시아 CF에서도 활약하며 발렌시아 공동체에서 성장을 마쳤다. 그는 2012년 1월 22일, RCD 마요르카 B와의 안방 경기에서 성인 무대 데뷔 전을 치렀고, 경기는 2-1로 패했다.
2013년 7월 11일, 아카포는 세군다 디비시온의 CD 누만시아와 2년 계약을 맺었다. 8월 25일, 그는 4-2로 이긴 레알 하엔과의 안방 경기에 선발 출전했다.
2014년 8월 6일, 아카포는 발렌시아 CF에 입단하여 3부 리그에 등록되었다. 두 시즌 동안 상대적으로 활약한 후, 그는 2016년 6월 14일, SD 우에스카에서 3년 계약에 합의하고 2부 리그로 복귀하였다.
아카포는 2017-18년 시즌에 20경기에 출전하여 라리가 승격에 성공했다. 2018년 9월 25일, 그는 3-0으로 패한 아틀레티코 마드리드와의 경기에서 루이스뉴와 교체되어 데뷔 전을 치렀다.
2019년 6월 20일, 아카포는 2부 리그의 카디스 CF와 자유계약선수(FA)로 3년 계약을 체결했다. 그는 에스타디오 누에보 미란디야에서의 첫 시즌에 준우승을 차지하며 출전했다.
2021년 5월 21일, 아카포는 레반테 UD와의 원정 경기에서 스페인 1부 리그 첫 골을 넣었고, 팀은 2-2 무승부를 기록했다. 2022년 8월 5일, 그는 1년 6개월 계약으로 메이저 리그 사커의 산호세 어스퀘이크스에 입단했다.

## 국가대표팀 경력
아카포는 2012년 8월 말, 적도 기니로부터 콩고 민주 공화국과의 2013년 아프리카 네이션스컵 예선 경기를 위한 첫 소집을 받았다. 그는 4-0으로 패한 경기에서 벤치를 떠나지 않았고, 2013년 6월 5일 토고와의 친선 경기에서 데뷔 전을 치렀다.
아카포의 첫 번째 주요 토너먼트는 코로나-19 범유행으로 인해 지연된 2021년 아프리카 네이션스컵이었다. 그는 카메룬에서 한 번을 제외하고 모든 분을 뛰며 팀이 8강에 오르는 것을 도왔고, 말리와의 16강전에서 그는 승부차기에서 시도를 전환했다.

## 사생활
아카포의 남동생 하비에르도 적도 기니의 수비수이자 국제 선수이다.